# 田無警察署
田無警察署（たなしけいさつしょ）は、警視庁が管轄する警察署の一つである。第八方面本部所属。
西東京市と東久留米市の全域を管轄している。
署員数およそ450名、識別章所属表示はUH。車両の対空表示は「無」。

## 所在地
- 東京都西東京市田無町五丁目2番5号

## 交通アクセス
- 西武新宿線 田無駅北口から徒歩3～5分

- 「田無警察署前」バス停すぐ
  - 西武バス：吉64系統
  - 関東バス：鷹03・鷹04系統

## 沿革
- 1877年 八王子警察署野中分署として創設。後に田無分署へ改称
- 1893年 府中警察署田無分署へ移管。
- 1926年 府中警察署田無分署を廃止、田無警察署へ昇格。
- 1944年 武蔵野警察署へ改称。
- 1946年 田無警察署へ改称。武蔵野警察署開設に伴い、武蔵野町（後の武蔵野市）、三鷹町（後の三鷹市）、小金井町（後の小金井市）を同署へ移管。
- 1965年 東村山警察署開設に伴い、東村山市、清瀬町（後の清瀬市）を同署へ移管。
- 1969年 小平警察署開設に伴い、小平市を同署へ移管。
- 1978年10月 現庁舎竣工。

## 組織
- 警務課
- 会計課
- 交通課
- 警備課
- 地域課
- 刑事組織犯罪対策課
- 生活安全課

## 交番・駐在所

### 西東京市
- 泉町交番（西東京市泉町三丁目1番29号）
- 北原町交番（西東京市北原町一丁目1番22号）
- 坂下交番（西東京市東伏見六丁目10番22号）
- 田無駅前交番（西東京市田無町二丁目1番22号）
- 東伏見交番（西東京市東伏見二丁目5番1号）
- ひばりが丘駅前交番（西東京市住吉町三丁目9番19号）
- ひばりが丘団地交番（西東京市谷戸町二丁目1番37号）
- 保谷駅前交番（西東京市東町三丁目14番1号）
- 保谷新町交番（西東京市新町四丁目6番3号）
- 柳沢駅前交番（西東京市柳沢六丁目2番1号）

### 東久留米市
- 上の原交番（東久留米市上の原一丁目2番43号）
- 滝山交番（東久留米市滝山六丁目2番18号）
- 野火止交番（東久留米市野火止一丁目2番85号）
- 東久留米駅前交番（東久留米市新川町一丁目4番20号）
- 前沢交番（東久留米市八幡町三丁目12番2号）
- 南沢交番（東久留米市中央町一丁目1番1号）

## 駐在所

### 西東京市
- 下保谷駐在所（西東京市下保谷二丁目4番17号）

### 東久留米市
- 学園前駐在所（東久留米市学園町二丁目6番1号）
- 下里駐在所（東久留米市下里四丁目1番45号）

## 地域安全センター
- 門前地域安全センター（東久留米市東本町14番地11） - 2007年4月1日に門前交番から転換。

## 主な事件
- 東久留米市大門町ファミコンショップ内殺人事件 - 未解決[1]
- 下里団地横路上タクシー運転手強盗殺人事件 - 未解決[2]

## 出来事
- 2014年4月12日、狭山市のマンションで、田無署の女性巡査と蔵前署の男性巡査が死亡しているのが見つかった。男性巡査が女性巡査の腹を刺した後、自分の腹を刺しベランダから飛び降りたと見られる。2人は結婚する予定で、既にこのマンションで同居していた。男性巡査は、警察官採用試験の申込書に勝手に知人の名を使ったことが発覚し、内部調査を受けていた。このため結婚が延期となっており、将来を悲観して無理心中を図ったと見られる[3]。